# Eva Peron
María Eva Duarte de Perón (alias María Eva Ibarguren, men bedst kendt Evita; født 7. maj 1919, død 26. juli 1952) var en argentinsk visesanger og præsidentfrue. Hun fik stor betydning for den politiske udvikling i Argentina. Eva Peróns liv har gjort hende til en kendt person via populærkulturen, hvor hun var hovedperson i Andrew Lloyd Webbers musical Evita, som er filmatiseret med Madonna i hovedrollen i spillefilmen af samme navn Evita.
Eva Perón voksede op i stor fattigdom som datter af Juan Duarte og Juana Ibarguren. Faderen var rig men gift med en anden end Evas mor og forlod Eva og hendes familie da hun var et år. Som 15-årig kom hun til Buenos Aires, fast besluttet på at blive filmstjerne. Selv om hun hurtigt blev kendt, rakte hendes talent ikke til stjernestatus. Den fik hun først da hun giftede sig med General Juan Perón. Da han kort tid efter blev udnævnt til præsident, fik hun en overvældende modtagelse af det argentinske folk, der så hende som en helgen. De døbte hende Evita. I sin kamp for de fattige blev hun landets mest magtfulde og omtalte kvinde.
Selv da hun fik konstateret uhelbredelig kræft, fortsatte hun sin kamp for arbejderklassen. Den 26. juli 1952 døde Evita 33 år gammel og efterlod Argentina i landesorg.